# Велд (Нідерланди)
'т-Велд (нід. 't Veld) — село в нідерландській провінції Північна Голландія. Входить до муніципалітету Голландс-Крон.
Його площа становить 8,40 км², а населення станом на 2021 рік складало 2 155 осіб.